# Thestus oncideroides
Thestus oncideroides là một loài bọ cánh cứng trong họ Cerambycidae.